# Tegosa pastazena
Tegosa pastazena är en fjärilsart som beskrevs av Bates 1864. Tegosa pastazena ingår i släktet Tegosa och familjen praktfjärilar. Inga underarter finns listade i Catalogue of Life.